# Station Årslev
Station Årslev is een spoorweghalte in Årslev in de  Deense gemeente Faaborg-Midtfyn. Het station werd geopend op 12 juli 1876. Het oorspronkelijke stationsgebouw is nog aanwezig.